# Stenodryas punctatella
Stenodryas punctatella är en skalbaggsart som beskrevs av Holzschuh 1999. Stenodryas punctatella ingår i släktet Stenodryas och familjen långhorningar. Inga underarter finns listade i Catalogue of Life.